# João Carlos Seneme
João Carlos Seneme CSS (* 11. Dezember 1958 in Santa Gertrudes, São Paulo, Brasilien) ist ein brasilianischer Ordensgeistlicher und römisch-katholischer Bischof von Toledo.

Wappen von João Carlos Seneme.

## Leben
João Carlos Seneme trat der Ordensgemeinschaft der Stigmatiner bei, legte am 23. Januar 1982 die Profess ab und empfing am 15. Dezember 1985 die Priesterweihe.
Papst Benedikt XVI. ernannte ihn am 17. Februar 2007 zum Weihbischof in Curitiba und Titularbischof von Albulae. Der Erzbischof von Curitiba, Moacyr José Vitti CSS, spendete ihm am 16. Dezember desselben Jahres die Bischofsweihe; Mitkonsekratoren waren Dirceu Vegini, Weihbischof in Curitiba, und Antônio Alberto Guimarães Rezende CSS, emeritierter Bischof von Caetité.
Am 26. Juni 2013 ernannte Papst Franziskus João Seneme zum Bischof von Toledo.